# Alicia Bercán
Alicia Bercán (Madrid, 3 de febrero de 1997) es una actriz y modelo española.

## Biografía
Alicia Bercán nació el 3 de febrero de 1997 en Madrid (España) y antes de dedicarse a la actuación, se dedicó a la carrera de modelo.

## Carrera
Alicia Bercán comenzó su carrera como modelo participando en desfiles de moda y marcas de moda como Ashley's Project. En el 2022 se embarcó en una carrera como actriz después de ser elegida como una chica borracha en la serie web de Netflix Élite. En el mismo año actuó la serie emitida en Telecinco Entrevías y en la serie emitida en La 1 Sequía.
En 2023 fue elegida por TVE para interpretar el papel de Leonor de Luján, la hija de los marqueses de Luján (interpretados por Eva Martín y Manuel Regueiro). Ese mismo año formó parte del reparto de las series emitidas en Antena 3 y Atresplayer Honor y en la webserie de Netflix Todas las veces que nos enamoramos.

## Filmografía

### Cine
| Año  | Título                | Personaje | Director      |
| ---- | --------------------- | --------- | ------------- |
| 2024 | Pídeme lo que quieras | Betta     | Lucía Alemany |

### Televisión
| Año       | Título     | Personaje       | Cadena | Cadena | Notas        |
| --------- | ---------- | --------------- | ------ | ------ | ------------ |
| 2023-2024 | La Promesa | Leonor de Luján | La 1   | La 1   | 80 episodios |

### Web TV
| Año  | Título                             | Personaje      | Plataforma |
| ---- | ---------------------------------- | -------------- | ---------- |
| 2022 | Élite                              | Chica borracha | Netflix    |
| 2023 | Todas las veces que nos enamoramos |                | Netflix    |

## Marcas de moda
| Año           | Título           |
| ------------- | ---------------- |
| 2021-presente | Ashley's Project |